# Andrássy Mihály
Csíkszentkirályi és krasznahorkai gróf Andrássy Mihály (Velejte, 1893. május 7. – Windsor, Kanada, 1990. június 30.) magyar mérnök, motorcsónak-versenyző, sportvezető, politikus, felsőházi tag.

## Élete
Andrássy Mihály 1893-ban született a Zemplén vármegyei Velejtén, gróf Andrássy Sándor politikus és Esterházy Mária grófnő fiaként. Középiskolai tanulmányait a piaristák sátoraljaújhelyi főgimnáziumában végezte, majd a müncheni Technikai Főiskolán és a budapesti Műegyetemen tanult, ahol 1920-ban szerzett mérnöki diplomát. Egyetemi tanulmányait megszakítva az első világháború idején 1914-től 1918-ig a 13. huszárezredben harcolt főhadnagyként, Károly-csapatkeresztet és több más kitüntetést is szerzett. 1918-ban szerelt le, amikor IV. Károly magyar király meghívására a Főrendiház tagja lett.
A hazai autózás és motorcsónak-versenyzés területén ért el jelentős eredményeket, édesapja nyomdokaiba lépve elnöke volt a Királyi Magyar Automobil Clubnak, illetve 1924-ben a Magyar Motorcsónak Club, 1934-ben pedig a Budapesti Motor Yacht Club alapító elnöke lett, emellett 1925-ben a Nemzetközi Motorcsónak Szövetség alapító tagja volt. 1934-ben szervezője volt az első Budapest–Vác távolsági motorcsónakversenynek, és számos más versenyen vett részt versenyzőként is. A modern magyarországi motorcsónaksport elindítójaként és a motorikus kishajózás magyarországi megszervezőjeként tartják számon.
1938 és 1944 között családja képviseletében a Felsőház tagja volt, emellett tagja volt Somogy vármegye törvényhatósági bizottságának, igazgatósági tagja a Magyar Bauxitbánya Rt.-nek. Tagja volt a máltai lovagrendnek és cserkésztisztként tiszteletbeli elnöke a Magyar Cserkészszövetségnek is. A második világháború után emigrált és Kanadában telepedett le, ahol a Magyar Nemzeti Bizottmány tagjaként szerepet vállalt az emigráns politikai életben is, emellett mérnöki, történészi és közgazdasági tevékenységet végzett.
1924-ben Budapesten vette feleségül nagykárolyi Károlyi Gabriella Emma grófnőt (1899–1992), gróf Károlyi Gyula politikus, miniszterelnök és Károlyi Melinda grófnő lányát. Házasságukból négy gyermekük született. Andrássy Mihály 1990-ben hunyt el Kanadában, az Ontario tartományban található Windsorban.